# Zhao Mengfu

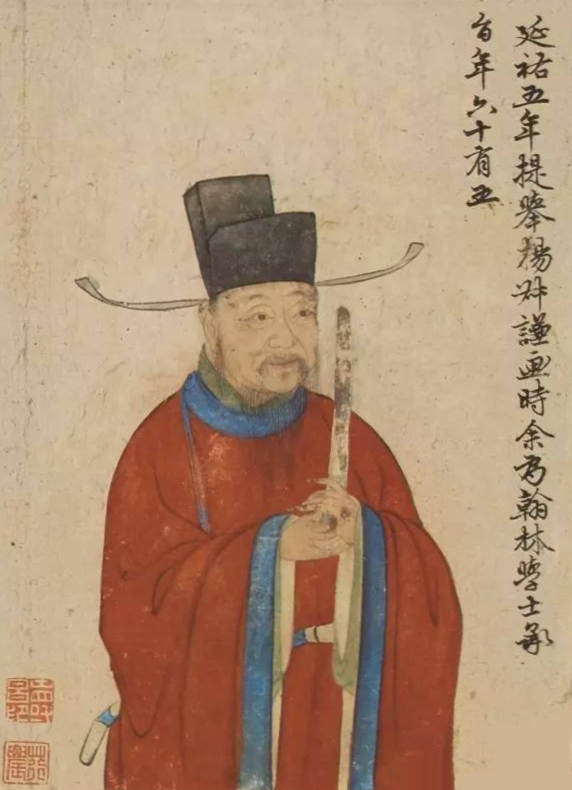
Zhao Mengfu

Zhao Mengfu (en chino tradicional, 趙孟頫; en chino simplificado, 赵孟頫; pinyin, Zhào Mèngfǔ; Wade-Giles, Chao Meng-fu, 1254–1322) Nombre de cortesía Ziang (子昂), pseudónimos Songxue (松雪, "Pine Snow"), Oubo (鸥波, "Gull Waves"), y Shuijing-gong Dao-ren (水精宫道人, "Maestro del Palacio de Cristal"), es un príncipe y descendiente de la dinastía Song, y estudioso chino, pintor y calígrafo durante la dinastía Yuan.
Casado con Guan Daosheng, que fue poeta, pintora y calígrafa de renombre. Se considera que el rechazo al estilo refinado y de pincel hábil de su época en favor del estilo más rudo del siglo octavo produjo una revolución que dio origen a la pintura china moderna de paisajes. Destacado por sus pinturas de caballos. Se considera que sus paisajes fueron realizados en un estilo que se centra principalmente en un esquema literal del paisaje.  En vez de organizar los elementos en primer plano, plano medio y fondo, ubica partes del plano medio en distintas elevaciones creando así una sensación de profundidad.  Esta forma de organizar sus cuadros hacen que sus pinturas parezcan muy simples y comprensibles. Mucha gente se sintió por ello atraída por su estilo.

## Galería

Zhao Mengfu, Colores del otoño en las montañas Qiao y Hua.
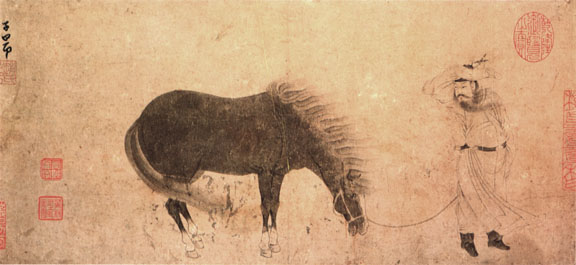
Un hombre y su caballo frente al viento
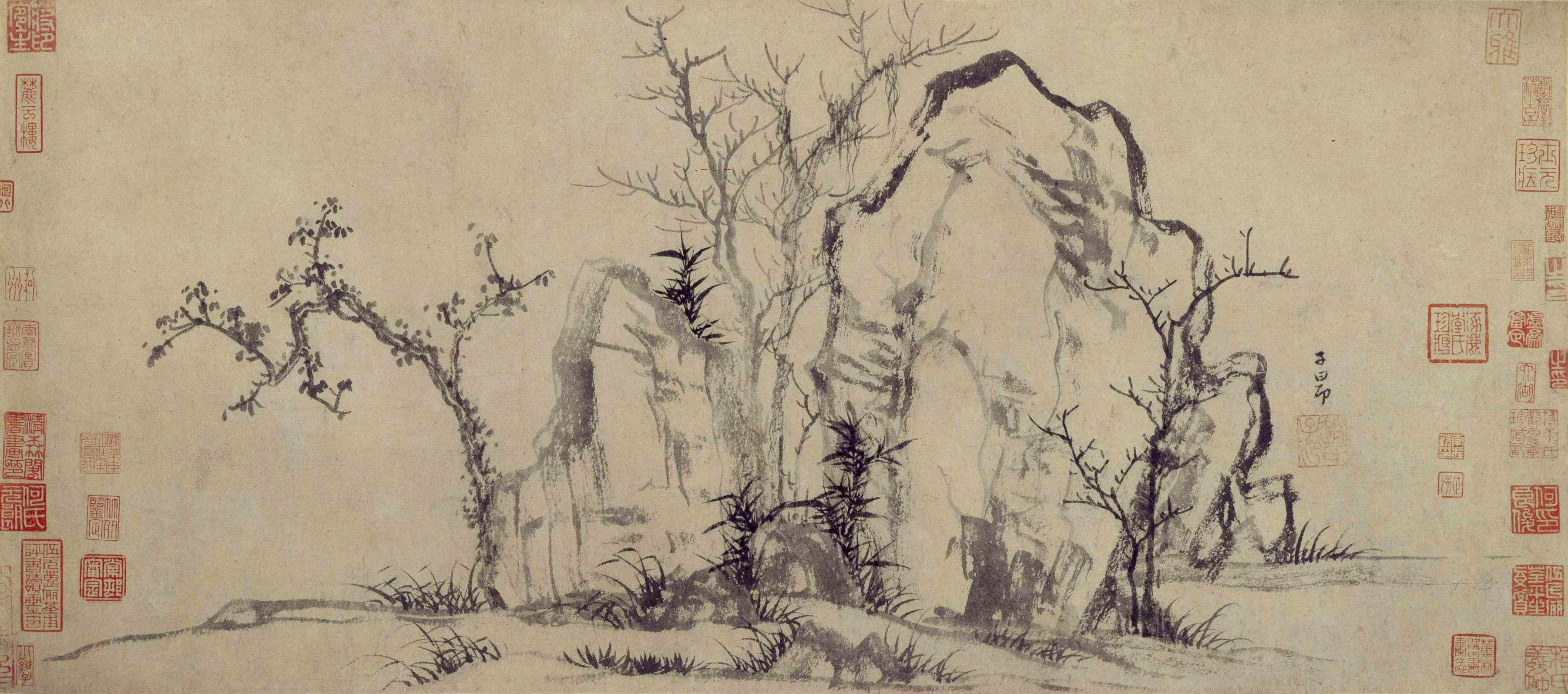
Rocas elegantes y árboles esparcidos
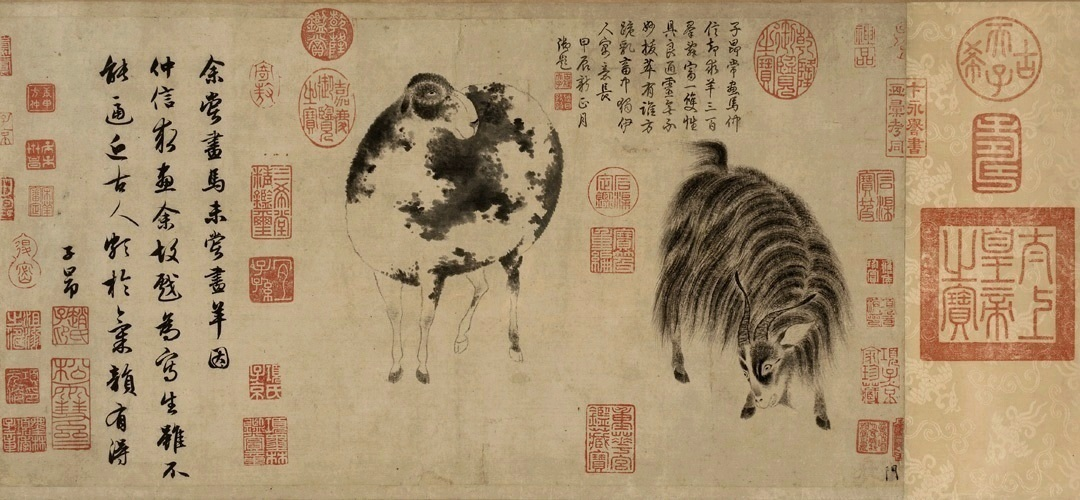
Una oveja y una cabra
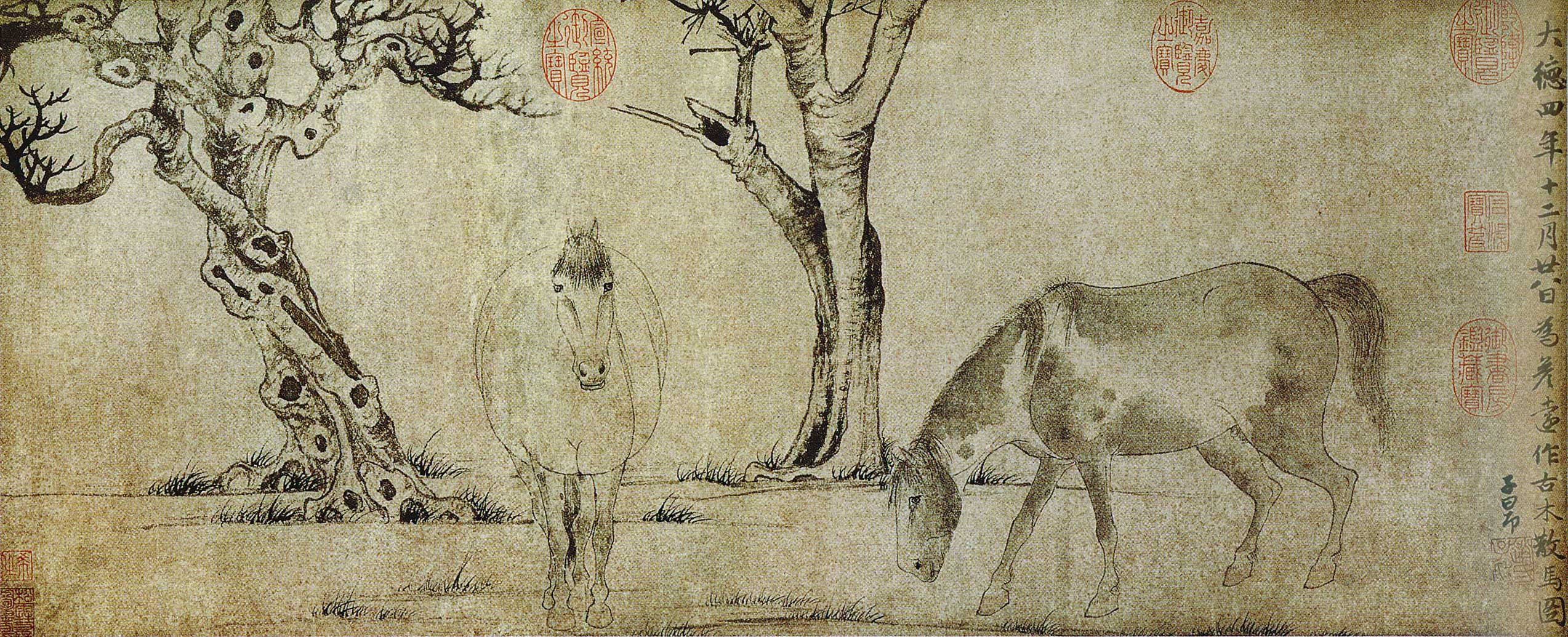
Viejo árbol y caballos